# Герман Ганна Миколаївна
Ганна Микола́ївна Ге́рман (до шлюбу Стеців; 24 квітня 1959, с. Колодруби, Миколаївський район, Львівська область) — українська політична діячка, журналістка та письменниця, народна депутатка України 5, 6 і 7 скликань; особа, політично наближена до Віктора Януковича (2004–2014).

## Освіта
Навчалася у Львівському університеті ім. Франка, на факультеті журналістики за фахом журналістика.

## Кар'єра
1979—1982 — навчалась у Львівському університеті. 1981—1984 — працювала у редакції районної газети «Ленінська зоря» у Миколаєві Львівської області на посадах телетайпістки, кореспондентки, завідувачки відділу редакції.
- 1985—1987 — кореспондентка газети «Ленінська молодь» (Львів). Працевлаштуванням Ганни Стеців (Герман) у Львові тогочасний керівник управління КДБ по Львівській області Станіслав Іванович Малик, близький знайомий першого чоловіка Ганни — кадебіста Коровіцина, займався особисто[5].
- 1986—1987 — член правління Спілки журналістів СРСР (Москва).
- 1987—1989 — завідувачка відділу газети «Ленінська молодь» (Львів).
- 1989 — кореспондентка Української незалежної інформаційно-видавничої спілки В'ячеслава Чорновола.
- 1991—2002 — кореспондентка міської газети «Ратуша» (Львів). Водночас — вільна співробітниця Радіо «Свобода».
- Із 1997 — кореспондентка «Радіо Вільна Європа / Радіо Свобода» у Варшаві.
- 2002—2004 — директор Київського бюро «Радіо Вільна Європа / Радіо Свобода» (Radio Free Europe / Radio Liberty).[6][7]
- З травня по грудень 2004 — прессекретарка Прем'єр-міністра України, керівниця Пресслужби Кабінету Міністрів України[8][9].
- З січня 2005 по травень 2006 — радниця голови Партії регіонів В.Януковича.
- З травня 2006 по листопад 2007 — народна депутатка України 5-го скликання, член фракції Партії регіонів, № 106 у партійному списку.
- З липня 2006 по січень 2007 — перша заступниця голови Комітету ВРУ з питань свободи слова та інформації.
- З січня по листопад 2007 — член Комітету Верховної Ради України у закордонних справах.
- З серпня 2006 по грудень 2007 — радниця Прем'єр-міністра України[10][11].
- З листопада 2007 по лютий 2010 року — нардеп 6-го скликання, заступниця голови фракції Партії регіонів, голова Комітету ВРУ з питань свободи слова та інформації.
- З лютого 2010 по 5 квітня 2011[12] — заступниця Глави Адміністрації Президента України.
- З 5 квітня 2011 по листопад 2012 — радниця Президента України — керівниця Головного управління з гуманітарних і суспільно-політичних питань Адміністрації Президента України[13]
- На чергових парламентських виборах, які відбулися 28 жовтня 2012 року, Герман була обрана народною депутаткою України за списком Партії регіонів[14]. 18 грудня 2012 року Герман обрана головою Міжфракційного депутатського об'єднання «За сприяння свободі сумління», створеного з метою сприяння свободі сумління в Україні, відстоювання прав віруючих різних конфесій і представників усіх церков і релігійних організацій України[15]
- 9 січня 2013 — тодішній президент Янукович призначив Герман своєю радницею[16].
- 25 жовтня 2014 — заявила, що йде з політики[17][18].
- 20 жовтня 2014 — у видавництві L'Esprit des Aigles («Л'Еспрі дез Еґль») у Бельгії вийшла книжка Герман «Дівчинка і косміти» у перекладі французькою мовою.[19]
- 27 листопада 2014 — книга «Дівчинка і косміти» удостоєна Гран-Прі Солензара.[20]
- 30 травня 2015 — спільно з видавництвом «Ярославів Вал» Герман на Книжковому Арсеналі у Києві презентувала книгу «Дівчинка і косміти».
- 18 листопада 2016 — увійшла до рейтингу, складеного каналом ICTV, де зібрано найсильніших ораторів за часи незалежності України, разом із Вячеславом Чорноволом та Ліною Костенко.[21]
- Тісно співпрацювала з Полом Манафортом, технологом Президента США Дональда Трампа.

### Підозри у співпраці з КДБ
Як заявляв британський журналіст Аскольд Крушельницький, Ганна з 19 вересня 1979 року була агенткою КДБ під псевдонімом 'Тереза'. Сама Герман спростовує цю інформацію, а 2014 року планувала подати до суду на Аскольда «за наклеп». Під час одного з радіоетерів на радіо Ера Ганна відмовилась відповідати на питання радіослухача, чи дійсно вона була агенткою КДБ. Натомість пообіцяла знайти цього слухача й подати на нього до суду, оскільки вважає цю інформацію «бездоказовою і такою, що ганьбить її гідність».

## Родина
- Батько — Стеців Микола Петрович (1932–1971).
- Мати — Ганущак (за іншим джерелом — Стеців[26]) Катерина Григорівна (3 листопада 1936 — 3 червня 2013), працівниця культури.

### Чоловіки
- Перший — Володимир Коровіцин, син начальника Миколаївського відділу УКДБ УРСР по Львівській області[26][27].
- Другий — Герман Сергій Михайлович (*1952), дипломат.
- Сини — Микола (від першого шлюбу, помер 17 вересня 2015 року у віці 36 років від інфаркту) та Роман (загинув 15 червня 2009 року в віці 16 років у автокатастрофі на трасі Одеса-Київ).
- Сестра — Бокало Любов Миколаївна
- Племінник — Бокало Олег Мирославович.

## Творчий доробок
- «Піраміди невидимі» (2003, під дошлюбним прізвищем Стеців),
- «Червона Атлантида» (2011),
- «Дівчинка і косміти» (2014).

## Відзнаки
- Відзнака «За внесок у міжнаціональне порозуміння».
- Гран-прі Інституту Солензара за книжку «Дівчинка і косміти[28]», що вийшла французькою мовою[29] (2014).
- Орден Святої Варвари Великомучениці І ступеня (УПЦ МП, 2012).[30]
- Лауреатка Всеукраїнської премії «Жінка ІІІ тисячоліття» в номінації «Знакова постать» (2012).

## Інше
Захоплюється орієнталістикою.

## Цитати
|  | Януковича мало хто знає по-справжньому. Цю людину Україна ще не оцінила належним чином, навіть його обрання на пост президента країни — хоча і дуже висока, але поки далеко не повна оцінка цієї політичної фігури. Мине багато років, і колись нашим правнукам будуть розповідати легенду про хлопчика-сироту, у якого було найважче життя, яке тільки можна собі уявити. Котрий подолав усі труднощі, став сильним, став добрим і справедливим до людей і вивів країну на шлях благополучного розвитку.Оригінальний текст (рос.) Януковича мало кто знает по-настоящему. Этого человека Украина еще не оценила должным образом, даже его избрание на пост президента страны — хотя и очень высокая, но пока далеко не полная оценка этой политической фигуры. Пройдет много лет, и некогда нашим правнукам будут рассказывать легенду о мальчике-сироте, у которого была самая трудная жизнь, какую только можно себе представить. Который преодолел все трудности, стал сильным, стал добрым и справедливым к людям и вывел страну на путь благополучного развития. |

## Виноски
1. ↑  http://w1.c1.rada.gov.ua/pls/radac_gs09/d_index_arh?skl=5
2. ↑  http://w1.c1.rada.gov.ua/pls/radac_gs09/d_index_arh?skl=6
3. ↑  http://w1.c1.rada.gov.ua/pls/radac_gs09/d_index_arh?skl=7
4. ↑  Постанова Верховної Ради України від 12 березня 2010 року № 1991-VI «Про дострокове припинення повноважень народного депутата України Герман Г.М.»
5. 1 2 3  Анна Герман: «Тереза», «Ганя — золотая ручка», просто «шмата». Архів оригіналу за 31 березня 2022. Процитовано 12 червня 2022.
6. ↑  Скандал с фейками в «Der Spiegel» должен возродить дискуссию об агентурном проникновении РФ в западные СМИ [Архівовано 8 січня 2019 у Wayback Machine.], StopFake.org, 6 січня 2018
7. ↑  Скандал с фейками в «Der Spiegel» должен возродить дискуссию об агентурном проникновении РФ в западные СМИ [Архівовано 8 січня 2019 у Wayback Machine.], LB, 5 січня 2018
8. ↑  Постанова Кабінету Міністрів України від 11 травня 2004 року № 596 «Про призначення Герман Г.М. прес-секретарем Прем'єр-міністра України, керівником Прес-служби Кабінету Міністрів України».
9. ↑  Постанова Кабінету Міністрів України від 15 грудня 2004 року № 1665 «Про звільнення Герман Г.М. з посади прес-секретаря Прем'єр-міністра України, керівника Прес-служби Кабінету Міністрів України».
10. ↑  Постанова Кабінету Міністрів України від 8 листопада 2006 року № 1556 «Про призначення Герман Г.М. радником Прем'єр-міністра України».
11. ↑  Розпорядження Кабінету Міністрів України від 19 грудня 2007 року № 1152-р «Про звільнення Герман Г.М. від виконання обов'язків радника Прем'єр-міністра України».
12. ↑  Указ Президента України від 5 квітня 2011 року № 355/2011 «Про звільнення Г. Герман з посади заступника Глави Адміністрації Президента України»
13. ↑  Указ Президента України від 5 квітня 2011 року № 364/2011 «Про призначення Г. Герман Радником Президента України - Керівником Головного управління з гуманітарних і суспільно-політичних питань Адміністрації Президента України»
14. ↑  Анна Герман прошла в новую Раду по списку ПР под № 13 // Обозреватель. Архів оригіналу за 25 грудня 2013. Процитовано 29 листопада 2012.
15. ↑  Ганну Герман обрали головою депутатського об'єднання «За сприяння свободі сумління» // ЗІК. Архів оригіналу за 2 січня 2013. Процитовано 18 квітня 2013.
16. ↑  Президент Віктор Янукович призначив Ганну Герман радником Президента України // УНІАН. Архів оригіналу за 15 жовтня 2013. Процитовано 10 січня 2013.
17. ↑  Екс-радник Януковича Ганна Герман заявила, що йде з політики і більше ніколи в неї не повернеться. Архів оригіналу за 19 грудня 2014. Процитовано 19 грудня 2014.
18. ↑  Ганна Герман заявила про свій відхід з політики // Кореспондент. Архів оригіналу за 20 грудня 2014. Процитовано 19 грудня 2014.
19. ↑  Нова повість Ганни Герман вийшла французькою мовою. Hanna Herman. 20 жовтня 2014. Архів оригіналу за 26 липня 2015. Процитовано 5 грудня 2016.
20. ↑  Ганна Герман та перекладач її книги здобули літературні премії у Франції. detector.media (укр.). Архів оригіналу за 30 березня 2018. Процитовано 29 березня 2018.
21. ↑  Чорновіл, Костенко, Герман: названі кращі оратори за роки незалежності України. Останні новини в Україні за годину | Свіжі останні новини дня онлайн | Обозреватель. Архів оригіналу за 20 грудня 2016. Процитовано 5 грудня 2016.
22. ↑  Ганна Герман таки була агентом КДБ - журналіст. Українська правда (укр.). Архів оригіналу за 15 червня 2021. Процитовано 10 вересня 2019.
23. ↑  Ганна Герман працювала на КДБ – зізнання британського журналіста. Українська правда - Блоги. Архів оригіналу за 22 липня 2019. Процитовано 10 вересня 2019.
24. ↑  Герман затягає по судам радіослухача за питання про співпрацю з КДБ[недоступне посилання]
25. ↑  Герман пригрозила радіослухачеві судом за запитання про співпрацю з КДБ. tyzhden.ua (укр.). Архів оригіналу за 25 лютого 2013. Процитовано 10 вересня 2019.
26. 1 2  Анна Герман (Стецив Галина Николаевна) [Архівовано 15 жовтня 2013 у Wayback Machine.] Биржевой лидер
27. ↑  Ганна Герман як дзеркало регіональної революції. Архів оригіналу за 15 серпня 2014. Процитовано 19 квітня 2013.
28. ↑  Книжка Ганни Герман отримала престижну літературну премію у Франції // Hanna Herman’s book received a prestigious literary award in France. Hanna Herman. 27 листопада 2014. Архів оригіналу за 21 грудня 2016. Процитовано 5 грудня 2016.
29. ↑  Книга Анны Герман получила престижную премию во Франции. Архів оригіналу за 30 березня 2018. Процитовано 5 грудня 2016.
30. ↑  Українська Православна Церква Московського Патріархату нагородила Ганну Герман орденом // Обозреватель. Архів оригіналу за 20 грудня 2012. Процитовано 17 грудня 2012.
31. ↑  Герман: Янукович станет легендой для будущих поколений, Українська правда, 04.02.2011
32. ↑  Герман: Янукович станет легендой для будущих поколений